# George Dewey

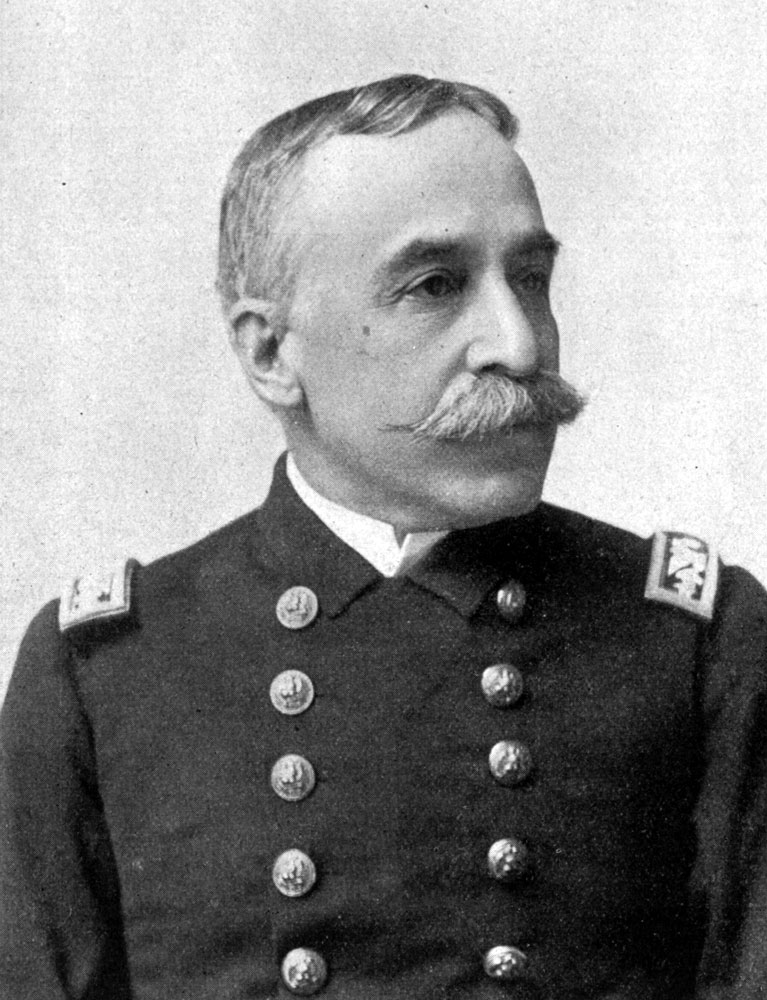
George Dewey

George Dewey (* 26. Dezember 1837 in Montpelier, Vermont; † 16. Januar 1917 in Washington, D.C.) war ein Admiral der US Navy und einziger Träger des höchsten Dienstgrades eines Admiral of the Navy.

## Biografie

### Familie
Dewey wurde in Montpelier, direkt gegenüber dem Vermont State House, als Sohn des Arztes Julius Yemans Dewey und dessen ersten Frau Mary Perrin geboren. Der Vater gehörte 1848 zu den Gründern der Nationalen Lebensversicherungsgesellschaft, war Mitglied der Episkopalkirche der Vereinigten Staaten von Amerika und gehörte zu den Gründern der Episcopal Church in Montpelier.
George Dewey hatte zwei ältere Brüder und eine jüngere Schwester. Er besuchte in Montpelier die Sonntagsschule. Er besuchte dann die Schule in der nahe gelegenen Stadt Johnson. 
1867 heiratete er Susan („Susie“) Boardman Goodwin (1844–1872), Tochter von New Hampshires Gouverneur Ichabod Goodwin, und 1899 in zweiter Ehe die katholische Mildred McLean Hazen.

### Militärische Laufbahn
Dewey besuchte von 1852 bis 1854 die Norwich Military School in Norwich (Vermont) und von 1854 bis 1858 die United States Naval Academy in Annapolis, Maryland. 
Er kämpfte im Bürgerkrieg ab 1861 unter Admiral Farragut auf der Seite der Nordstaaten als Leutnant zur See. Dabei nahm er an den Kämpfen in Louisiana und am Mississippi River teil. 1865 war er Lieutenant Commander (Korvettenkapitän).
1872 wurde er zum Commander (Fregattenkapitän), 1884 zum Captain (Kapitän zur See) und 1896 zum Commodore befördert. Kurz vor dem Ausbruch des Spanisch-Amerikanischen Krieges (1898) wurde Dewey als Kommandeur des US-Asiengeschwaders in den Pazifik versetzt. 

#### Schlacht in der Bucht von Manila

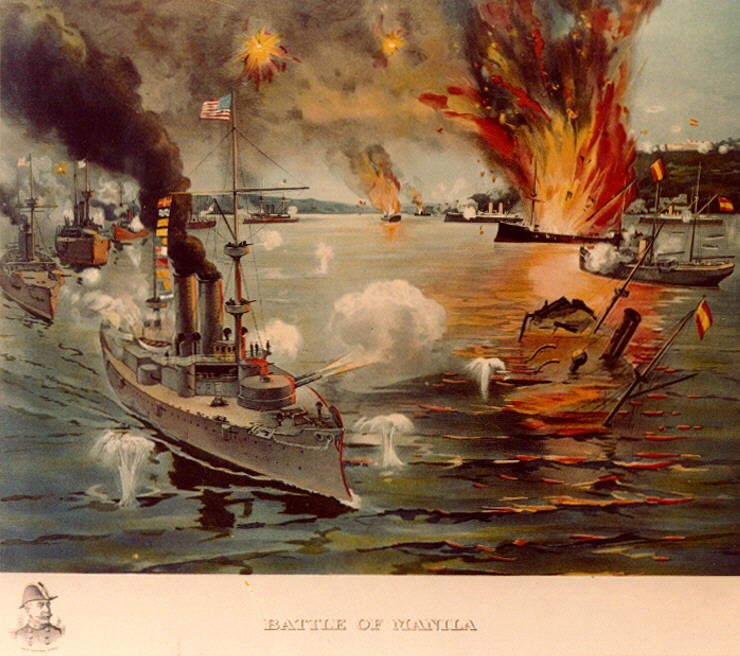
Schlacht in der Bucht von Manila; vorne die Olympia

Am 27. April 1898 fuhr Commodore Dewey auf dem Flaggschiff Olympia von China ab, mit dem Befehl, die Spanier bei Cavite in der Bucht von Manila anzugreifen. Er erreichte die Einfahrt zur Bucht in der Nacht zum 30. April und am folgenden Tag griff er im Morgengrauen an. Es gelang ihm, innerhalb von sechs Stunden die gesamte spanische Pazifikflotte unter Konteradmiral Patricio Montojo auszuschalten und die Geschützbatterien von Manila zum Schweigen zu bringen, ohne einen einzigen Seemann zu verlieren.
Diese Nachrichten machten ihn in den Vereinigten Staaten zum Helden. Er wurde 1898 zum Rear Admiral (Konteradmiral) und bereits 1899 unter Überspringen des Ranges Vizeadmiral zum Admiral befördert. Sein Sieg bewog die Regierung William McKinley dazu, die Philippinen unter amerikanische Kontrolle zu bringen. Im Oktober 1899 verlieh ihm Präsident McKinley in einer Zeremonie im Capitol einen besonderen Ehrensäbel.

#### Weitere Aktivitäten

Tressen, Schulterstück und Kragenband

Dewey wurde 1900 Mitglied der Schurman-Kommission, die Vorschläge für eine zivile Regierung der Philippinen ausarbeitete. Dewey kehrte als Held in die Vereinigten Staaten zurück und wurde schon als nächster Präsidentschaftskandidat gehandelt, doch entschied er sich, die Wiederwahl McKinleys zu unterstützen. 1901 wurde er zum Ehrenmitglied der New Yorker Gesellschaft Cincinnati gewählt.
Dewey wurde 1903 rückwirkend zum 2. März 1899 vom Kongress der Vereinigten Staaten zum Admiral of the Navy ernannt. Er ist die einzige Person, die jemals diesen Dienstgrad verliehen bekommen hat. Der Dienstgrad ist inoffiziell gleichbedeutend mit dem eines Sechssternegenerals, tatsächlich besitzt der Rang nur Seniorität gegenüber dem später eingeführten Fleet Admiral. Er blieb deshalb bis zu seinem Tod offiziell aktiver Offizier, was als besondere Ehrenbezeugung gilt. Er starb 1917 in Washington, D.C. und wurde in der Bethlehem-Kapelle der Washington National Cathedral beerdigt.

## Ehrungen und Auszeichnungen
Ehrungen

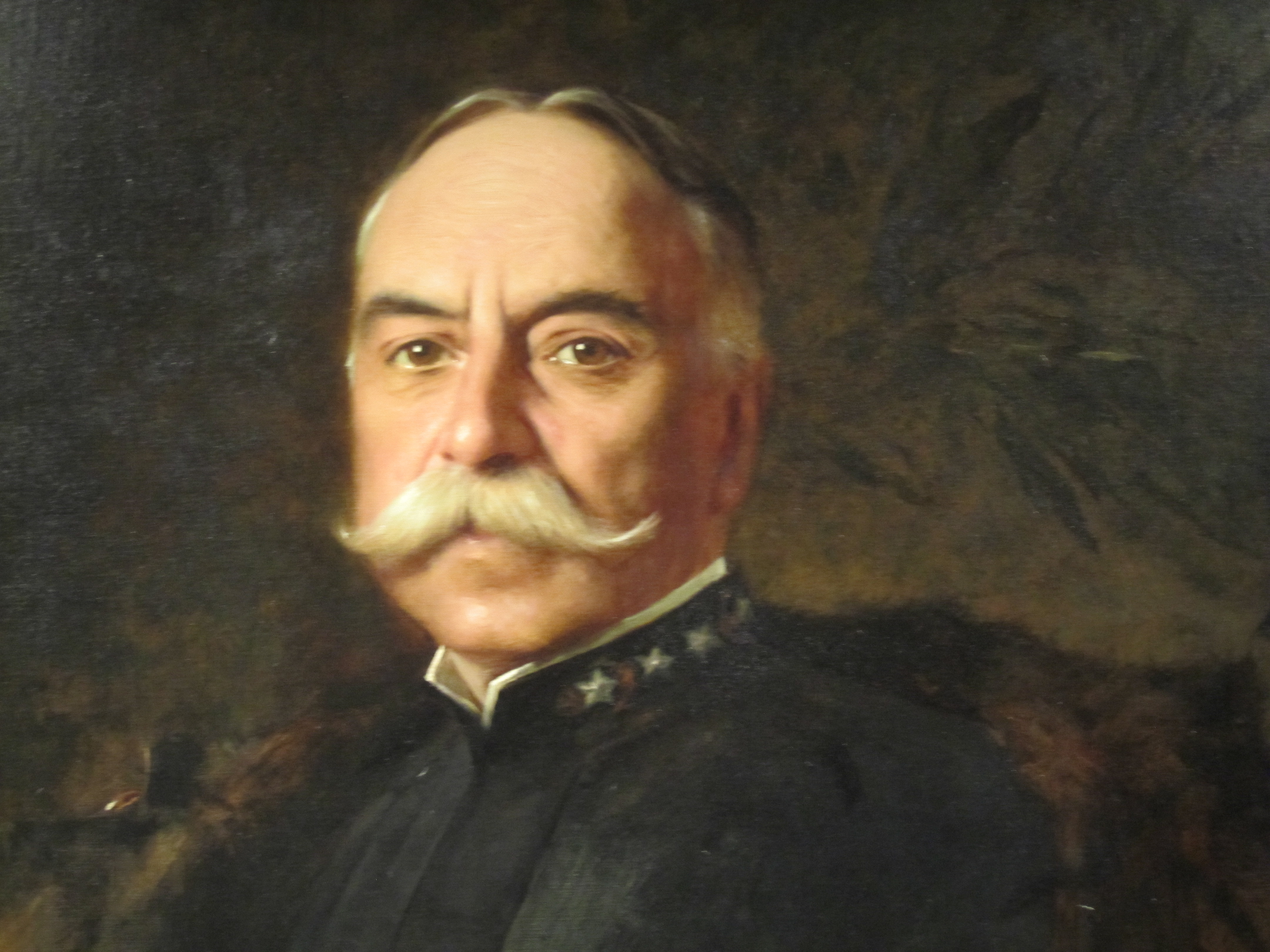
Dewey als Bild in der National Portrait Gallery

- Drei Schiffe der United States Navy wurden mit dem Namen USS Dewey getauft, einschließlich eines Zerstörers der Arleigh-Burke-Klasse, der USS Dewey (DDG-105), die 2010 in Dienst gestellt wurde.
- Dewey County, Oklahoma
- Dewey Lake in St. Louis County, Minnesota
- Dewey Point im Yosemite-Nationalpark, Kalifornien, 1907
- Dewey City, Trabantenstadt in Thomasville, Georgia, die in den späten 1880er Jahren von ehemaligen Sklaven besiedelt wurde.
- Deweyville in Newton County, Texas, 1898
- Denkmal zu Deweys Sieg in der Manilabucht am Union Square in San Francisco
- Mehrere Gebäude und Areale wie u. a. Dewey Hall in Annapolis, Maryland und Dewey Field in Newport, Rhode Island
- Mehrere Straßen und Plätze wie u. a. in St. Paul, Minnesota
- Dewey Beach in Delaware
- Dewey-Feuerkompanie Nr. 1 in Hellertown, Pennsylvania, 1898
- In der Historischen Rangordnung der höchsten Offiziere der Vereinigten Staaten wird er nach George Washington und John J. Pershing auf dem hohen dritten Rang geführt.

Auszeichnungen (Auswahl)
- Battle of Manila Bay Medal
- Spanish Campaign Medal
- Civil War Campaign Medal
- Philippine Campaign Medal

## Werke
- Dewey, George: Autobiography of George Dewey (Annapolis: Naval Institute Press, 1987, originally published in 1913 by Charles Scribner’s Sons, New York) ISBN 0-87021-028-9